# Peter Müller
Peter Aloysius Müller (Illingen (Saar), 25 september 1955) is een Duitse jurist en oud-politicus van de CDU. 

## Biografie
Müller studeerde rechten en politieke wetenschappen en was enige tijd als juridisch (wetenschappelijk) medewerker werkzaam voordat hij in 1986 rechter werd. Ook gaf hij les aan de Universiteit van Saarbrücken.
Tussen 1983 en 1987 was Müller voorzitter van de Junge Union-afdeling van Saarland, de lokale politieke jongerenorganisatie van de CDU en de CSU. Bij de deelstaatverkiezingen van 1990 werd hij voor het eerst verkozen in de Landdag van Saarland, waar hij vanaf 1994 actief was als fractievoorzitter van de CDU. In die hoedanigheid fungeerde hij tevens als oppositieleider tegenover de SPD-kabinetten van Oskar Lafontaine (1994–1998) en Reinhard Klimmt (1998–1999). In 1995 werd Müller voorzitter van de CDU in Saarland, een functie die hij tot 2011 zou blijven bekleden. Vanaf 1998 maakte hij ook deel uit van het federale partijbestuur.
Onder leiding van Müller werd de CDU bij de deelstaatverkiezingen van 1999 voor het eerst in ruim twee decennia weer de grootste partij van Saarland. De partij behaalde zelfs een absolute meerderheid en kon hiermee in haar eentje de regering vormen. Müller werd minister-president en zijn kabinet trad aan op 29 september van dat jaar. Bij de verkiezingen van 2004, waar hij het onder meer opnam tegen SPD-lijsttrekker Heiko Maas, wist Müller de overmacht van de CDU nog iets uit te breiden, waarna hij werd herkozen voor een tweede ambtstermijn. Van november 2008 tot en met oktober 2009 was hij president van de Bondsraad.
Bij de deelstaatverkiezingen van 2009 bleef de CDU veruit de grootste partij van Saarland, maar verloor zij haar absolute meerderheid. Hierdoor moest een samenwerking worden gesmeed met andere partijen. Op 10 november 2009 trad een regering aan bestaande uit CDU, FDP en Bündnis 90/Die Grünen. Deze zogeheten Jamaicacoalitie was de eerste in zijn soort in Duitsland. Müller bleef minister-president en werd ook benoemd tot minister van Justitie.
Na bijna twaalf jaar als regeringsleider trad Müller in augustus 2011 af om rechter te worden in het Bundesverfassungsgericht te Karlsruhe. Hij werd als partijvoorzitter en minister-president opgevolgd door zijn partijgenoot Annegret Kramp-Karrenbauer.
- Gemeinsame Normdatei: 132345064
- International Standard Name Identifier: 0000 0000 2049 5638
- Système universitaire de documentation: 086828924
- Virtual International Authority File: 313095276